# Sophie Poirier
Sophie Poirier, född 1830, död 2 april 1875, var en fransk sömmerska och kommunard.
Hon arbetade som sömmerska. Hon deltog som kommunard under Pariskommunen 1871 och verkade då i Comité de vigilance de Montmartre. Hon bildade också kvinnoföreningen Club de la Boule Noire och fungerade som dess ordförande. 